# Ctena orbiculata
Ctena orbiculata is een tweekleppigensoort uit de familie van de Lucinidae. De wetenschappelijke naam van de soort werd in 1808 voor het eerst geldig gepubliceerd door George Montagu.